# (271) Penthésilée
Pour les articles homonymes, voir Penthésilée.
(271) Penthésilée, internationalement (271) Penthesilea, est un astéroïde de la ceinture principale découvert par Viktor Knorre le 13 octobre 1887. 
Il fut nommé d'après Penthésilée, une reine amazone dans la mythologie grecque tuée lors de la guerre de Troie.